# Linia kolejowa nr 450
Linia kolejowa nr 450 – jednotorowa, szerokotorowa, niezelektryfikowana linia kolejowa, łącząca rozjazd 664 z rozjazdem 619 stacji Kobylany poprzez znaczną część rejonu przeładunkowego w Małaszewiczach. Linia nie figuruje w ewidencji PKP PLK.
Pierwotnie szlak Kobylany – Wólka – Kobylany był podzielony na dwie linie kolejowe: 450 (Kobylany R664 – Wólka R2) oraz 455 (Wólka R2 – Kobylany R661). Obecnie cały szlak znajduje się w obrębie linii kolejowej nr 450.